# Centruroides sculpturatus
Espèce
Synonymes
- Centruroides gertschi Stahnke, 1940

Centruroides sculpturatus est une espèce de scorpions de la famille des Buthidae.

## Distribution
Cette espèce se rencontre aux États-Unis en Arizona, en Californie, au Nevada, en Utah et au Nouveau-Mexique et au Mexique au Sonora,.

## Description

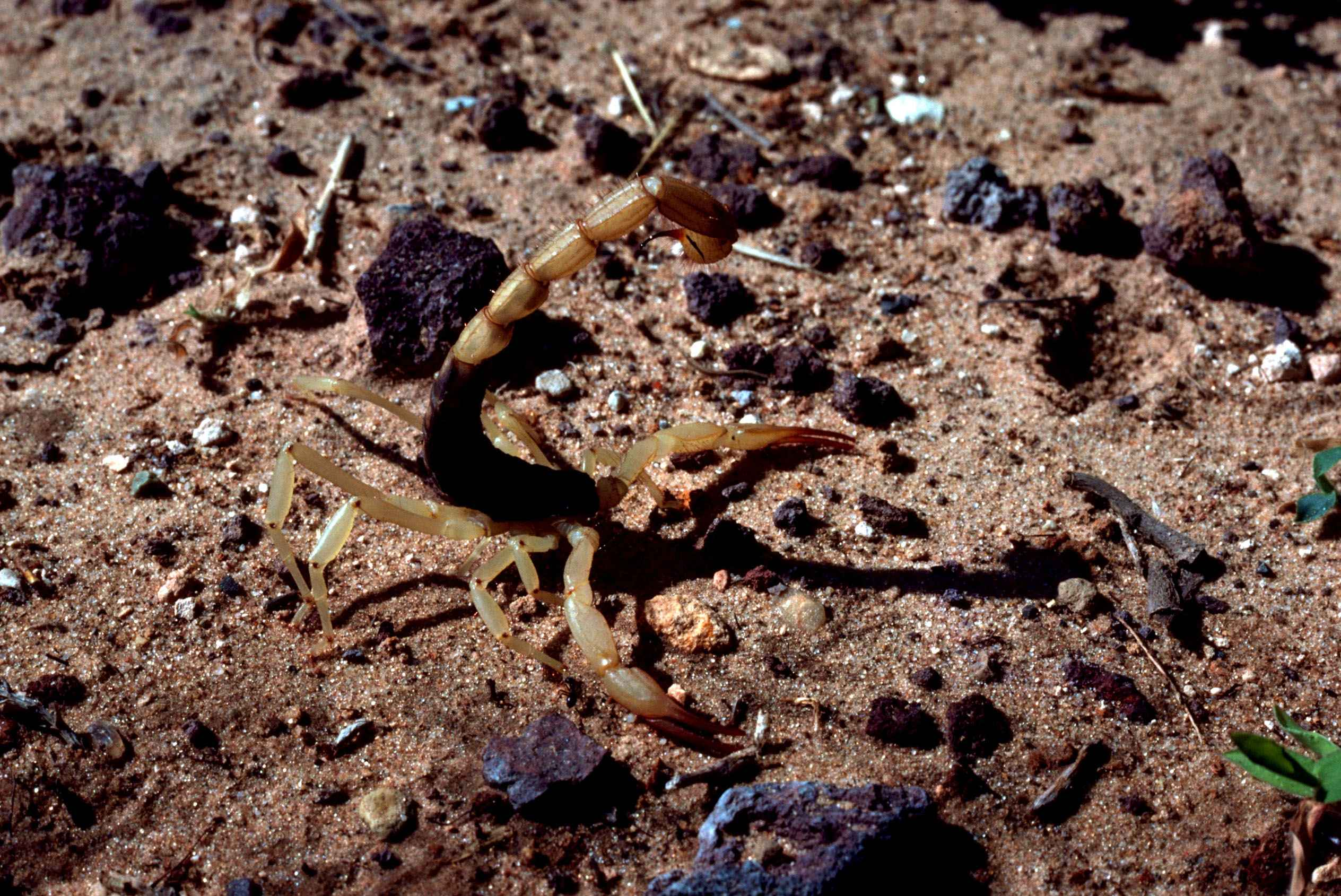
Centruroides sculpturatus

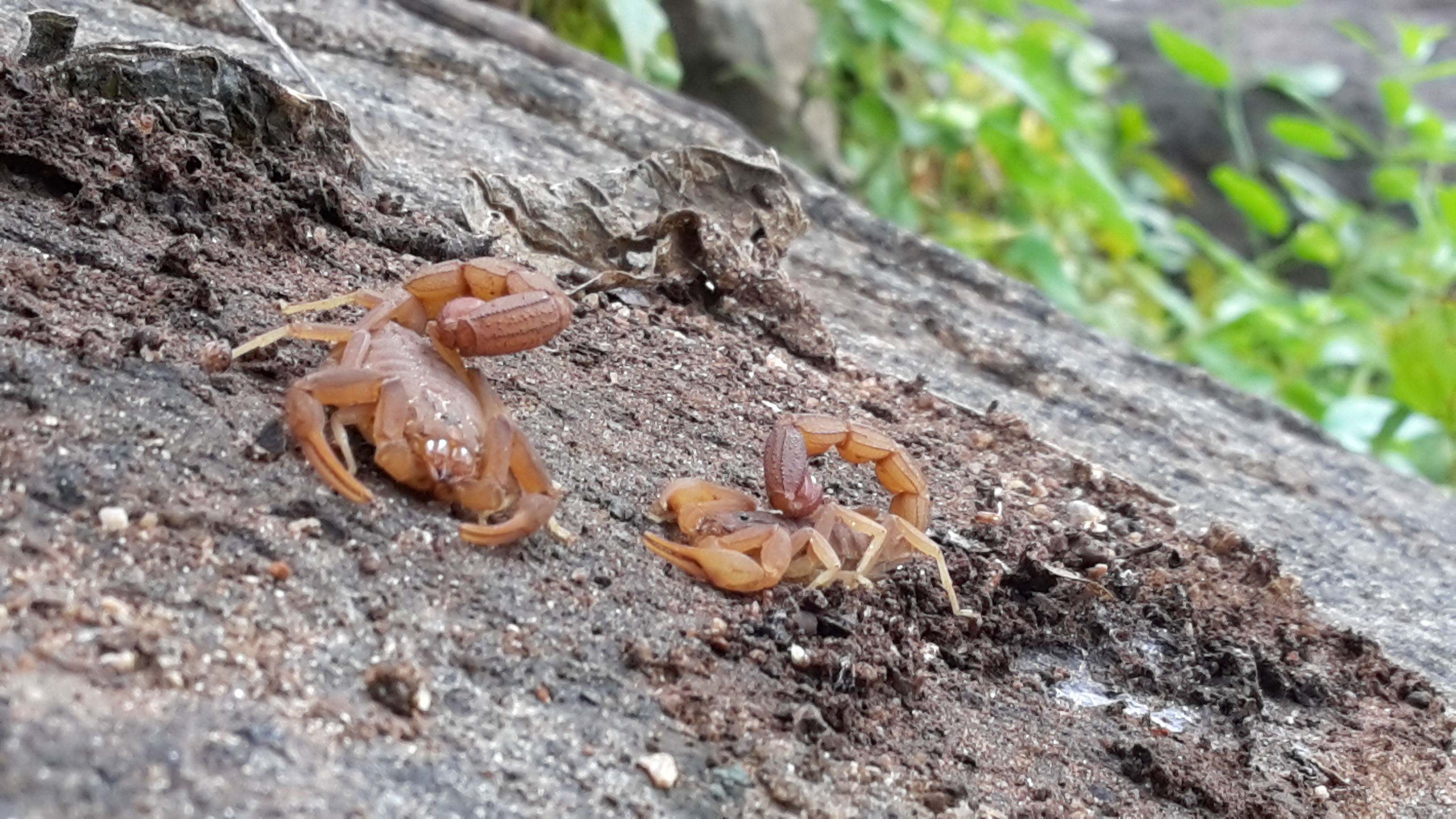
Centruroides sculpturatus

La femelle syntype mesure 52 mm.
Centruroides sculpturatus mesure de 65 à 70 mm.

## Systématique et taxinomie
Cette espèce a été placée en synonymie avec Centruroides exilicauda par Williams en 1976. Elle est relevée de synonymie par Valdez-Cruz et al. en 2004.

## Publication originale
- Ewing, 1928 : « The scorpions of the western part of the United States with notes on those occurring in northern Mexico. » Proceedings of the United States National Museum, vol. 73, no 9, p. 1-24 (texte intégral).